# Parafia Wszystkich Świętych w Jeżewie
Parafia Wszystkich Świętych w Jeżewie – parafia rzymskokatolicka, znajdująca się w archidiecezji poznańskiej, w dekanacie boreckim.